# Kanon na koniec wieku
Kanon na koniec wieku – seria międzywydawnicza składająca się z 25 (później rozszerzona do 40) najważniejszych książek XX wieku, wybranych w plebiscycie czytelników „Rzeczpospolitej” i wydanych przez Porozumienie Wydawców składające się z ośmiu oficyn wydawniczych: Domu Wydawniczego Bellona, Domu Wydawniczego „Rebis”, „Muzy”, Państwowego Instytutu Wydawniczego, Społecznego Instytutu Wydawniczego „Znak”, Wydawnictwa Dolnośląskiego, Wydawnictwa Literackiego oraz Wydawnictwa Naukowego PWN. 
Szatę graficzną serii zaprojektował Maciej Sadowski. Książki ukazywały się co dwa tygodnie od września 1999 do września 2000. W 2001 roku na życzenie czytelników zdecydowano o wydaniu dodatkowych 15 pozycji w serii, które ukazywały się od września 2001 do końca 2002 roku.

## Wykaz dzieł wydanych w serii
| Nr tomu | Autor                        | Tytuł                                  | Rok powstania |
| ------- | ---------------------------- | -------------------------------------- | ------------- |
| 1.      | Michaił Bułhakow             | Mistrz i Małgorzata                    | 1928–1940     |
| 2.      | Albert Camus                 | Dżuma                                  | 1947          |
| 3.      | Julio Cortázar               | Gra w klasy                            | 1963          |
| 4.      | Umberto Eco                  | Imię róży                              | 1980          |
| 5.      | Witold Gombrowicz            | Ferdydurke                             | 1937          |
| 6.      | Günter Grass                 | Blaszany bębenek                       | 1959          |
| 7.      | Jaroslav Hašek               | Przygody dobrego wojaka Szwejka (4 t.) | 1921–1923     |
| 8.      | Joseph Heller                | Paragraf 22                            | 1961          |
| 9.      | Ernest Hemingway             | Komu bije dzwon                        | 1940          |
| 10.     | Zbigniew Herbert             | 89 wierszy                             | 1998          |
| 11.     | Gustaw Herling-Grudziński    | Inny świat                             | 1951          |
| 12.     | James Joyce                  | Ulisses                                | 1914–1921     |
| 13.     | Franz Kafka                  | Proces                                 | 1925          |
| 14.     | Tomasz Mann                  | Czarodziejska góra                     | 1924          |
| 15.     | Gabriel García Márquez       | Sto lat samotności                     | 1967          |
| 16.     | A.A. Milne                   | Kubuś Puchatek                         | 1926          |
| 16.     | A.A. Milne                   | Chatka Puchatka                        | 1928          |
| 17.     | George Orwell                | Folwark zwierzęcy                      | 1945          |
| 18.     | George Orwell                | Rok 1984                               | 1949          |
| 19.     | Boris Pasternak              | Doktor Żywago                          | 1948–1955     |
| 20.     | Marcel Proust                | W poszukiwaniu straconego czasu (7 t.) | 1913          |
| 21.     | Antoine de Saint-Exupéry     | Mały Książę                            | 1943          |
| 22.     | Bruno Schulz                 | Sklepy cynamonowe                      | 1933          |
| 22.     | Bruno Schulz                 | Sanatorium pod Klepsydrą               | 1937          |
| 23.     | Aleksandr Sołżenicyn         | Archipelag GUŁag                       | 1973          |
| 24.     | Michaił Szołochow            | Cichy Don                              | 1928–1940     |
| 25.     | J.R.R. Tolkien               | Władca Pierścieni (3 t.)               | 1954–1955     |
| 26.     | Samuel Beckett               | Dramaty                                | 1947–1983     |
| 27.     | Joseph Conrad                | Lord Jim                               | 1900          |
| 28.     | William Faulkner             | Wściekłość i wrzask                    | 1929          |
| 29.     | Sigmund Freud                | Wstęp do psychoanalizy                 | 1917          |
| 30.     | Hermann Hesse                | Wilk stepowy                           | 1927          |
| 31.     | Aldous Huxley                | Nowy wspaniały świat                   | 1932          |
| 32.     | Ken Kesey                    | Lot nad kukułczym gniazdem             | 1962          |
| 33.     | Milan Kundera                | Nieznośna lekkość bytu                 | 1984          |
| 34.     | Giuseppe Tomasi di Lampedusa | Lampart                                | 1958          |
| 35.     | Mario Vargas Llosa           | Rozmowa w „Katedrze”                   | 1969          |
| 36.     | Tomasz Mann                  | Doktor Faustus                         | 1943–1947     |
| 37.     | Robert Musil                 | Człowiek bez właściwości (4 t.)        | 1921–1942     |
| 38.     | Erich Maria Remarque         | Na Zachodzie bez zmian                 | 1929          |
| 39.     | Isaac Bashevis Singer        | Sztukmistrz z Lublina                  | 1960          |
| 40.     | John Steinbeck               | Grona gniewu                           | 1939          |